# Terremoto dell'Umbria del 1984
Il terremoto dell'Umbria del 1984 è stato un evento sismico verificatosi nel 1984 nell'Umbria settentrionale.

## Eventi sismici
Il sisma si verificò la mattina del 29 aprile 1984, alle ore 07:03, e fece registrare una magnitudo momento di 5.6 ed un'intensità pari all'VIII della scala Mercalli. Ebbe epicentro nei pressi di Montelabate, circa 15 km a nord-est di Perugia, con propagazione sull'asse NO-SE.
Risultò colpita l'Umbria settentrionale, ed in particolare il capoluogo Perugia ed i centri di Assisi, Città di Castello, Gualdo Tadino, Gubbio, Umbertide e Valfabbrica in provincia di Perugia. L'area interessata, molto estesa e comprendente numerose frazioni e località, contava una popolazione di circa 300 000 abitanti; complessivamente, vi furono 100 feriti, 6 000 sfollati e 1 800 ordinanze di sgombero. Non si registrarono vittime.
Ad Assisi subirono danni la cattedrale di San Rufino, la chiesa di Santa Maria Maggiore e la basilica di San Francesco, dove furono registrati crolli parziali nel transetto destro della basilica inferiore, in corrispondenza degli affreschi del Cimabue. A Gubbio crollò parte della volta della chiesa di Santa Maria della Piaggiola e vi furono gravi danni al palazzo dei Consoli, che registrò il distacco della torre campanaria, e alla chiesa della Madonna del Prato; si verificarono, inoltre, crolli parziali nella moderna scuola elementare Aldo Moro. A Perugia si registrarono danni diffusi al palazzo dei Priori e risultarono lesionate numerose chiese cittadine, tra cui la cattedrale di San Lorenzo, la basilica di San Domenico e gli oratori di Sant'Agostino.
Il terremoto fu avvertito sensibilmente in tutta l'Italia centrale, da Ravenna a Roma. Le repliche proseguirono per tutto il mese successivo.